# Joseph Papp
Joseph Papp (Brooklyn, Nueva York; 22 de junio de 1921 - Nueva York; 31 de octubre de 1991) fue un influyente director y productor teatral estadounidense, fundador del New York Shakespeare Festival y de The Public Theater, en la Astor Library Building, dedicado a la experimentación de nuevas formas teatrales y musicales. Al morir, dicho teatro fue rebautizado con su nombre, The Joseph Papp Public Theatre.

## Biografía
Nacido Joseph Papirofsky en Brooklyn, hijo de Yetta (née Miritch) y Samuel Papirofsky, judíos inmigrados de Rusia. 
En su etapa de estudiante de secundaria, tuvo como profesora a la autora de teatro Eulalie Spence, partícipe del Renacimiento de Harlem. En 1954 fundó el famoso New York Shakespeare Festival para hacer accesible a Shakespeare al gran público. En 1957, la ciudad le concedió el uso del Central Park para producciones teatrales, representaciones que siguen vigentes hasta el día de hoy. 
Su producción de La fierecilla domada con Colleen Dewhurst en 1956 lo catapultó a la notoriedad, proceso en el que el diario The New York Times lo apoyó. En el anfiteatro del parque, el Delacorte Theater, pagó un dólar de renta simbólica a la ciudad y salvó el edificio de ser demolido declarándolo estructura histórica. 
En el Public Theatre produjo un sinnúmero de importantes espectáculos, entre ellos los estrenos de Hair, The Pirates of Penzance y A Chorus Line, originada en las audiciones del Public Theatre por Michael Bennett y vencedora en 9 de las 12 nominaciones a los Premios Tony, además del Premio Pulitzer. El musical alcanzó las 6.137 representaciones. 
Las obras del Public Theater ganaron 138 Obie Awards, 40 Tony, 39 Drama Desk Awards, 19 Lucille Lortel Awards, y 4 Premios Pulitzer. The Public, como se lo llama, brindó más de 50 shows a Broadway.
En el Delacorte Theatre, Papp promovió a grandes futuras estrellas americanas como George C. Scott, Colleen Dewhurst —en Macbeth—, Stacy Keach y James Earl Jones —en Hamlet—, Sam Waterston, Ruby Dee, John Lithgow, Andrea Marcovicci, Meryl Streep —en Medida por medida—, Mary Beth Hurt, Raul Julia, Richard Dreyfuss, Kevin Kline y Martin Sheen, entre otros.
Murió en Nueva York a los 70 años de cáncer de próstata asistido por su cuarta esposa, Gail Merrifield Papp. Su hijo Tony había fallecido de sida meses antes.
Su biografía Joe Papp: An American Life por Helen Epstein fue publicada en 1994.
En el año 2000 fue instituido el Fondo Humanitario para Niños Joseph Papp.